# Art-sur-Meurthe
Art-sur-Meurthe település Franciaországban, Meurthe-et-Moselle megyében. Lakosainak száma 1696 fő (2022. január 1.). Art-sur-Meurthe Laneuveville-devant-Nancy, Lenoncourt, Saulxures-lès-Nancy, Tomblaine és Varangéville községekkel határos.

## Népesség
A település népességének változása:
| Lakosok száma | 849  | 814  | 994  | 1285 | 1244 | 1303 | 1470 | 1591 | 1620 | 1696 |
|               | 1968 | 1982 | 1990 | 2006 | 2013 | 2015 | 2017 | 2019 | 2020 | 2022 |